# Faro de Punta de Hurst
El Faro de Punta de Hurst (en inglés: Hurst Point Lighthouse o también Hurst Point High Lighthouse) es un faro situado en la Punta de Hurst, Hampshire, Inglaterra, Reino Unido. Su función es señalar el paso al estrecho de Solent entre la costa de la isla de Gran Bretaña y la de Wight, junto con el faro opuesto de The Neddles, situado en esa última isla.

## Historia
En 1786 se puso en servicio el primero de los faros que se construirían en el Castillo de Hurst. Pronto se vio que en determinadas direcciones la luz del faro quedaba oscurecida por lo que se decidió construir un nuevo faro, más alto que el anterior, en la Punta de Hurst. Este nuevo faro entró en funcionamiento en 1812. El hidrógrafo británico Joseph Huddart, entonces en la dirección del Trinity House, el organismo regulador de las ayudas a la navegación de Inglaterra y Gales, supervisó y dirigió personalmente la instalación del faro.
El faro construido en 1812 fue sustituido por una nueva construcción en 1867 que es la que se puede ver hoy en día. Tiene instalado un aparato óptico de 1.er orden, de 920 mm de distancia focal. Fue ampliamente modernizado en 1997, instalándose unos proyectores de alta intensidad para iluminar día y noche el paso al estrecho de Solent. Estos proyectores están instalados en un local inmediatamente inferior de la linterna del faro y son ajustables en función de los cambios que pueda sufrir el bajío de Shingles Bank que obstaculiza la entrada del canal de Neddles. Con estos añadidos, el último de los faros del Castillo de Hurst fue apagado y pintado de gris para camuflarlo con el entorno y evitar confusiones.

## Características
El faro emite dos tipos de luces. La primera a 23 metros sobre el nivel del mar de plano focal consiste en grupos de 4 destellos regularmente espaciados en 15 segundos. Esta primera luz está delimitada en sectores, blanca entre 080° y 104°, blanca intensificada entre 234° y 244°, roja hasta 250° y blanca intensificada hasta 053°. La luz blanca tiene un alcance nominal nocturno de 13 millas náuticas mientras que la roja alcanza 11 millas.
En 1997, visto el incremento del tráfico marítimo por el estrecho de Solent, se instalaron unos proyectores de alta intensidad que señalizan las 24 horas del día el paso al canal de Needles. A una altitud de plano focal de 19 metros sobre el nivel del mar se emite una luz direccional en isofase de 4 segundos, de orientación muy precisa: verde entre 038°48' y 040°48', blanca hasta 041°48' y roja hasta 043°48'. El alcance nocturno de esta luz es 21 millas náuticas para la luz blanca, 18 para la roja y 17 para la verde. De día estos valores se reducen a 7 millas para la luz blanca, y 5 para la roja y la verde.